# Ryan Sweeting
Ryan Sweeting (Nassau, 14 juli 1987) is een tennisspeler uit de Verenigde Staten. Sweeting speelde voor zijn profcarrière college tennis in de Verenigde Staten. In 2005 won hij het juniorentoernooi op het US Open.

## Palmares
| Legenda                       | Legenda               |
| ----------------------------- | --------------------- |
| Grand Slam                    |                       |
| Olympische Spelen             |                       |
| tot 2009                      | vanaf 2009            |
| Tennis Masters Cup            | ATP Finals            |
| ATP Masters Series            | ATP Tour Masters 1000 |
| ATP International Series Gold | ATP Tour 500          |
| ATP International Series      | ATP Tour 250          |

### Enkelspel
| Nr.              | Datum         | Toernooi                          | Ondergrond | Tegenstander in finale | Score       | Details |
| ---------------- | ------------- | --------------------------------- | ---------- | ---------------------- | ----------- | ------- |
| Gewonnen finales |               |                                   |            |                        |             |         |
| 1.               | 10 april 2011 | US Men's Clay Court Championships | Gravel     | Kei Nishikori          | 6-4, 7-6(3) | Details |

### Dubbelspel
| Nr.                           | Datum         | Toernooi                          | Ondergrond | Partner      | Tegenstanders in finale | Score    | Details |
| ----------------------------- | ------------- | --------------------------------- | ---------- | ------------ | ----------------------- | -------- | ------- |
| Verloren finales heren dubbel |               |                                   |            |              |                         |          |         |
| 1.                            | 12 april 2009 | US Men's Clay Court Championships | Hardcourt  | Jesse Levine | Bob Bryan Mike Bryan    | 1-6, 2-6 | Details |

## Prestatietabel
| Legenda | Legenda                          |
| ------- | -------------------------------- |
| g.t.    | geen toernooi gehouden           |
| l.c.    | lagere categorie                 |
| –       | niet deelgenomen                 |
| G       | uitgeschakeld in de groepsfase   |
| 1R      | uitgeschakeld in de eerste ronde |
| 2R      | uitgeschakeld in de tweede ronde |
| 3R      | uitgeschakeld in de derde ronde  |
| 4R      | uitgeschakeld in de vierde ronde |
| KF      | uitgeschakeld in de kwartfinale  |
| HF      | uitgeschakeld in de halve finale |
| F       | de finale verloren               |
| W       | het toernooi gewonnen            |
| w-v     | winst/verlies-balans             |

### Prestatietabel grand slam, enkelspel
| Toernooi        | 2006 | 2007 | 2008 | 2009 | 2010 | 2011 |
| --------------- | ---- | ---- | ---- | ---- | ---- | ---- |
| Australian Open | –    | –    | –    | –    | –    | 2R   |
| Roland Garros   | –    | –    | –    | –    | 1R   | 1R   |
| Wimbledon       | –    | –    | –    | –    | 1R   | 2R   |
| US Open         | 2R   | 1R   | 1R   | 1R   | 1R   | 1R   |

### Prestatietabel grand slam, dubbelspel
| Toernooi        | 2008 | 2009 | 2010 | 2011 |
| --------------- | ---- | ---- | ---- | ---- |
| Australian Open | –    | –    | –    | –    |
| Roland Garros   | –    | –    | –    | 1R   |
| Wimbledon       | –    | –    | 2R   | –    |
| US Open         | 1R   | 2R   | 1R   | 1R   |

## Privé
Op 31 december 2013 is Sweeting getrouwd met de twee jaar oudere actrice Kaley Cuoco. In september werd bekend dat Cuoco en Sweeting zich hadden verloofd. De twee hadden toen pas drie maanden een relatie. Zij woont al haar hele leven in de San Fernando Valley in Californië. In september 2015 werd bekend dat het koppel ging scheiden.